# Hristu Cândroveanu
Hristu Cândroveanu (n. 5 februarie 1928, Babuk, România – d. 9 decembrie 2013, București, România) a fost un critic literar, poet, prozator, traducător și publicist român de origine aromână.

## Biografie
Este fiul Zoricăi (n. Bracea) și al lui Stere Cândroveanu. Urmează școala primară în localitatea General Praporgescu, între 1935 – 1939, și cursuri serale la Silistra, Călărași, Tulcea și Timișoara (1939-1948). După absolvirea Facultății de Filologie din București (1952), va fi profesor de limba și literatura română în câteva localități din județele Călărași și Prahova, apoi la Ploiești (1952-1969). În 1966, devine secretar al Consiliului pentru Cultură și Artă al Municipiului Ploiești (până în 1980). Între timp, redactor la revistele Tomis și Tribuna școlii.

## Debut
Debutul său ca scriitor a avut loc în 1973 cu volumul Poeme.

## Opere reprezentative
- Alfabet liric, București, Ed. Cartea românească, 1974
- Printre poeți, 1983
- Antologie de lirică aromână, Bucuresti, Ed. Univers, 1975
- Antologie de proză aromână, Bucuresti, Ed. Univers, 1977
- Poeți și poezie, București, Ed. Cartea românească, 1980
- Printre poeți, Cluj-Napoca, Ed. Dacia, 1983.
- Ore de aur. Pe teme folclorice aromâne și nu numai, București, Ed. Ion Creangă, 1983.
- Un veac de poezie aromână, (cu Kira Iorgoveanu), 1985
- Trei balade armânești, (cu Ioan Cutova), Timișoara, Ed. Facla, 1985
- Aromânii: ieri și azi, Craiova, Ed. Scrisul românesc, 1995
- Marea serenității, București, Ed. Cartea românească, 2 vol., 1996
- Cinci balade aromâne, București, Editura Fundației Culturale Aromâne "Dimândarea Părintească", 1996.
- Parmithi di niadzadzua, București, Editura Fundației Culturale Aromâne "Dimândarea Părintească", 1997.
- Gramatica aromână, Practica, (cu Ion Coteanu), București, Editura Fundației Culturale Aromâne "Dimândarea Părintească", 1998
- Antologia poeziei străine în grai aromân, București, Editura Fundației Culturale Aromâne "Dimândarea Părintească", 2000.
- Carte de vacanță pentru aromâni, București, Editura Fundației Culturale Aromâne "Dimândarea Părintească", 2001-2002.
- Antologia poeziei române clasice și moderne în grai aromân,  București, Editura Fundației Culturale Aromâne "Dimândarea Părintească", 2003.
- Antologia poeziei române contemporane în grai aromân, București, Editura Fundației Culturale Aromâne "Dimândarea Părintească", 2004.
- Abecedar român-aromân, (cu Eugenia Cândroveanu), București, Editura Fundației Culturale Aromâne "Dimândarea Părintească", 2004.
- Caleidoscop aromân, 5 vol, București, Editura Fundației Culturale Aromâne "Dimândarea Părintească", 1998-2002
- Despre aromâni, De vorbă cu Hristu Cândroveanu, (cu Emil Țîrcomnicu), București, Editura Fundației Culturale Aromâne "Dimândarea Părintească", 2006.

## Proză
- Povesti de miazăzi (1976)
- Ore de aur (1983)

## Activitate literară
Între 1971 și 1974 a fost consilier la Direcția literară a Consiliului Culturii, iar din anul 1974 devine redactor-șef la revista Livres roumaines. Activitatea de critic literar și-o face cunoscută în reviste precum Astra, Viața românească, Ateneu, Convorbiri literare, Cronica, Ramuri, România literară. După revoluția din decembrie 1989, Hristu Cândroveanu editează si conduce, în calitate de director, Desteptarea – Revista Aromânilor, având suplimentul Dimândarea. În același timp conduce Editura Dimîndarea părintească a Fundației Culturale Aromâne cu același nume. Editează volume ca Antologia poeziei străine în graiul aromân (440 de pagini), Caleidoscop aromân (în cinci volume).